# アサン広場

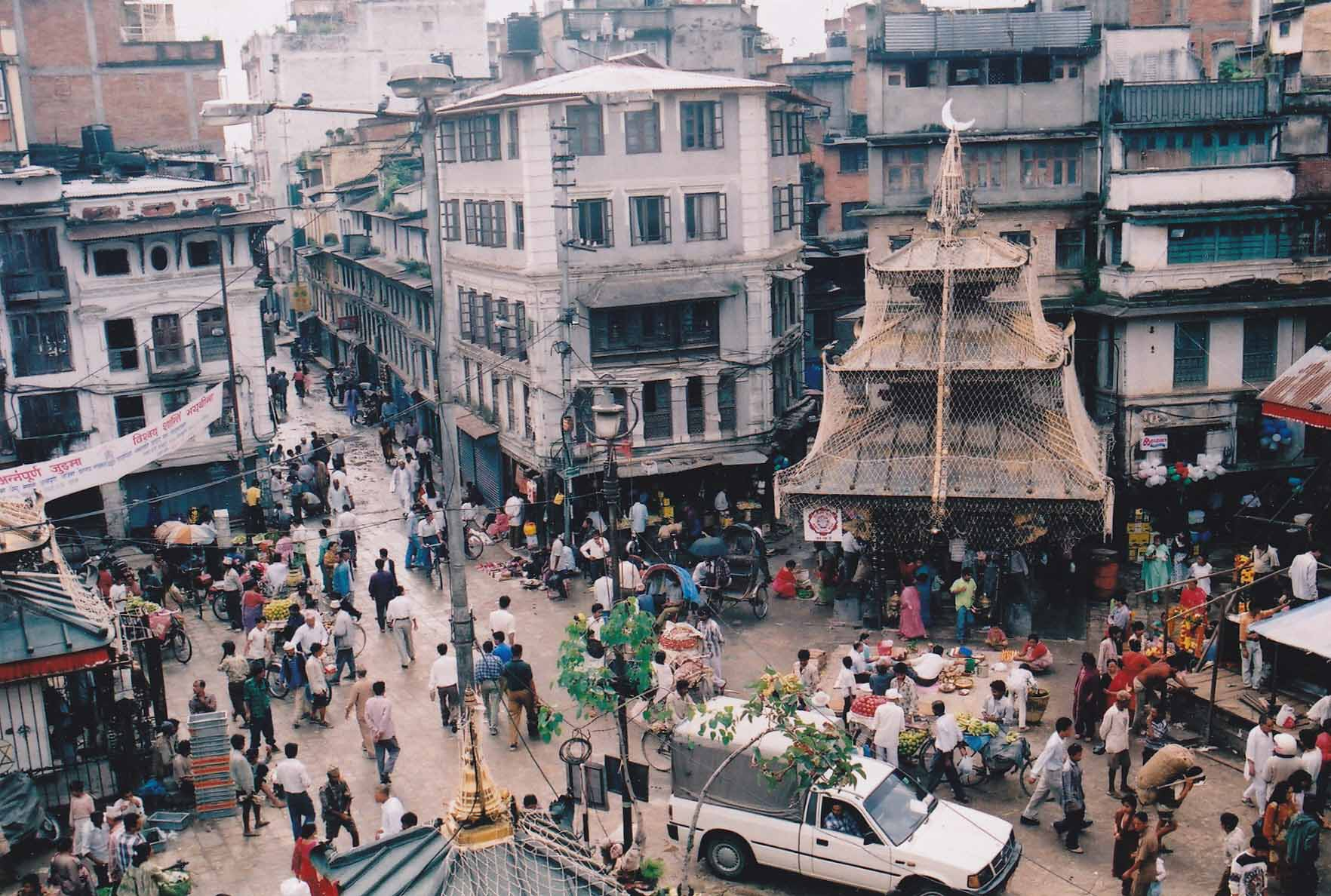
アサン広場

アサン広場（アサンひろば、Asan、ネパール・バサ語: असं, ネパール語: असन) は、ネパール・カトマンズの旧市街の中心部にある広場。アサン・チョークとも呼ばれる。

## 概要
インドラ・チョークから北東にある広場。セート・マチェンドラナート寺院からほど近い。四方八方からの道が集まる小さな広場だは、カトマンズでも最もカトマンズ的な雰囲気が濃密な場所。広場の一角にはアンナプルナ寺院があり、ひっきりなしに鐘の音が聞こえてくる。東側にはカンティ・パト、北にはタメルが位置する。